# Walter Meyerhoff
Walter Meyerhoff (* 25. September 1890 in Duderstadt; † 20. August 1977 in Göttingen) war ein deutscher Richter und Politiker der CDU.

## Leben
Meyerhoff studierte Rechtswissenschaften an den Universitäten von Freiburg im Breisgau, München und Münster in Westfalen. Er war seit dem Wintersemester 1908/09 Mitglied der Studentenverbindung Akademischer Juristenverein Bonn (heute: AV Rheno-Colonia Köln). Nach kurzer Zeit ab 1920 als Richter in Köln wurde der Katholik 1923 Richter am Landgericht Göttingen. Ab 1933 wurde er wegen seines jüdischen Großvaters bei Beförderungen während der Zeit des Nationalsozialismus nicht mehr berücksichtigt. Seine politische Grundauffassung und sein Glaube brachten ihm bis 1945 erhebliche persönliche Schwierigkeiten ein. Insbesondere eine Großspende für den Bau der Göttinger St.-Pauluskirche und sein Engagement in deren Kirchengemeinde wurde ihm zum Vorwurf gemacht. Nach 1945 wurde er bis zur Pensionierung 1958 Landgerichtspräsident in Göttingen. Nach Eintritt in den Ruhestand engagierte er sich in der Kommunalpolitik für die CDU und wurde in Göttingen von 1961 bis 1976 Stadtratsmitglied und von 1968 bis 1973 Erster Bürgermeister der Stadt. Er bekleidete mehrere Ehrenämter und war von 1931 bis 1976 Vorsitzender der Händelgesellschaft in Göttingen. Er war seit 1959 Ehrenbürger der Georg-August-Universität und seit 1970 Ehrenbürger der Stadt Göttingen.

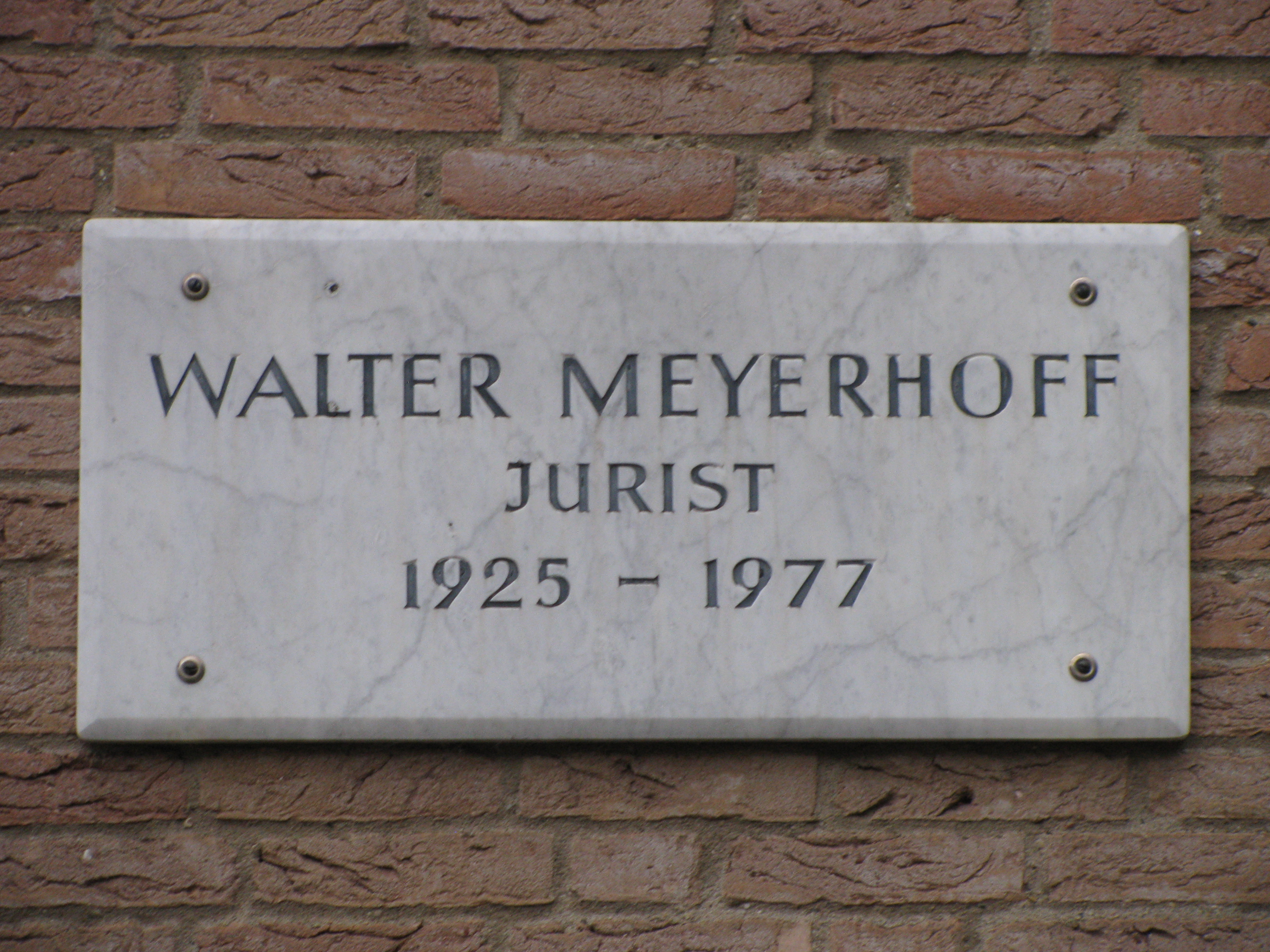

 Am Gebäude Herzberger Landstraße 170 erinnert eine der Göttinger Gedenktafeln an ihn. Meyerhoffs Grab befindet sich auf dem Stadtfriedhof Göttingen.

## Werke
- In memoriam Fritz Lehmann: (17. Mai 1904 – 30. März 1956). Deutscher Verlag für Musik, Leipzig 1957.
- Zehn Jahre Wiederaufbau der Rechtsprechung: Sammlung der Entscheidungen der Berufungs- und Beschwerde-Zivilkammern des Landgerichts in Göttingen 1945–1955. Mit den Mitgliedern der Kammern hrsg. von Walter Meyerhoff. Göttingen, 1955.
- Die alte Krone: Sagen und Balladen. Göttingen 1952.
- Die Magnus-Legende. Erzählung. Christophorus, Freiburg i. Br. 1950.
- Das Weltkind und der Diener der ewigen Weisheit. Mystische Sonette. Celle 1947.
- Walter Meyerhoff (Hrsg.): Göttinger Händelfestspiele 1920–1970: 50 Jahre Göttinger Händel-Festspiele. Festschrift. Bärenreiter, Kassel, Basel, Paris, London 1970.
- Walter Meyerhoff und Horst-Peter Hesse (Hrsg.): Göttinger Händel-Fest 1974. Programm. Göttingen 1974.